# Stride piano
El stride piano es un estilo pianístico de jazz, que se desarrolló en los años 1920, y que también suele denominarse "Harlem stride", "stride" o "estilo Harlem", debido a que su lugar de génesis y desarrollo fue el barrio de Harlem (Nueva York).

## Evolución
Procede de una evolución del ragtime y del estilo jig piano. Según algunos autores, su nombre deriva de los saltos (strides) que daba la mano izquierda al tocar, que alternaba notas potentes en los tiempos débiles, con acordes en los tiempos fuertes.
Este tipo de ritmo pasó de moda en los años cuarenta, como consecuencia del abuso que se produjo en el revival dixieland, aunque pianistas tan alejados del jazz tradicional como Thelonious Monk (1917-1982) utilizaron formas claramente impostadas como variantes personalizadas del estilo.

## Pianistas
Los principales representantes de este estilo pianístico fueron James P. Johnson (1891-1955), Art Tatum (1909-1956), Fats Waller (1904-1943) y Luckey Roberts (1887-1968), aunque otros pianistas como Duke Ellington (1899-1974) o Earl Hines (1903-1983) utilizaron el tipo de figuras de bajo de este estilo como forma de tensionar la interpretación de los temas.